# Bob Lienhard
Robert Louis Lienhard, detto Bob (New York, 2 aprile 1948 – Como, 22 settembre 2018), è stato un cestista statunitense con cittadinanza italiana.

## Carriera
Nato nel Bronx nel 1948, figlio di due emigrati tedeschi,, ha giocato per quattro anni nella squadra universitaria dei Georgia Bulldogs; al Draft NBA 1970 fu scelto al quarto giro, come 61º scelta assoluta, dai Phoenix Suns, ma non fu poi messo sotto contratto perché giudicato troppo lento; nell'estate del 1970 fu quindi invitato a Milano per un provino con la Simmenthal: fu scartato (perché gli fu preferito Art Kenney) ma venne messo sotto contratto dalla Pallacanestro Cantù, che l'aveva notato proprio in un'amichevole giocata contro la stessa Milano.

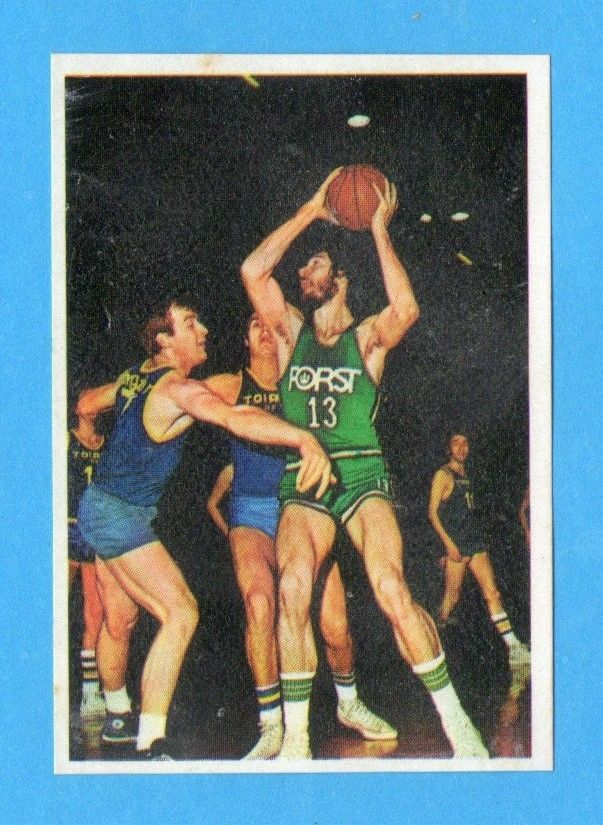
Bob Lienhard, in maglia verde Forst Cantù.

Lienhard con la maglia di Cantù

A Cantù rimase per otto stagioni sotto la guida di Arnaldo Taurisano, vincendo uno scudetto (1974-1975), una Coppa Intercontinentale (1975), due Coppe delle Coppe e tre Coppe Korać. Con 3 354 punti segnati è il settimo realizzatore della storia del club biancoblù. Nel 1973 si sposò con Angela Fossati, conosciuta a Cantù, e dal 1978 divenne cittadino italiano. La federazione non permetteva però all'epoca ai naturalizzati di giocare come italiani, perciò Cantù lo lasciò andare.
Laureato in Economia, iniziò così a lavorare nello studio contabile di Francesco Corrado (che sarà successivamente presidente della Pallacanestro Cantù), fino al 1980, quando agli oriundi fu consentito di giocare nelle serie minori e Lienhard fu quindi ingaggiato dalla Pallacanestro Or.Sa. Treviglio, che allora militava in serie C2 e con cui ottenne due promozioni consecutive.
Successivamente, dal 1983 al 1986 ha giocato per tre stagioni alla Forti e Liberi Monza, raggiungendo il primo anno la promozione in Serie B, e diventandone poi per due anni allenatore.
Al termine della sua carriera è rimasto a vivere in Italia, prima a Cantù e poi dal 2008 a Como. È morto a Como il 22 settembre 2018.

## Palmarès
- Campionato italiano: 1

Pall. Cantù: 1974-75
- Coppa Korać: 3

Pall. Cantù: 1973, 1973-74, 1974-75
- Coppa Intercontinentale: 1

Pall. Cantù: 1975
- Coppa delle Coppe: 2

Pall. Cantù: 1976-1977, 1977-78